# Ханенторбург

Ханенторбург в XIII веке (реконструкция)

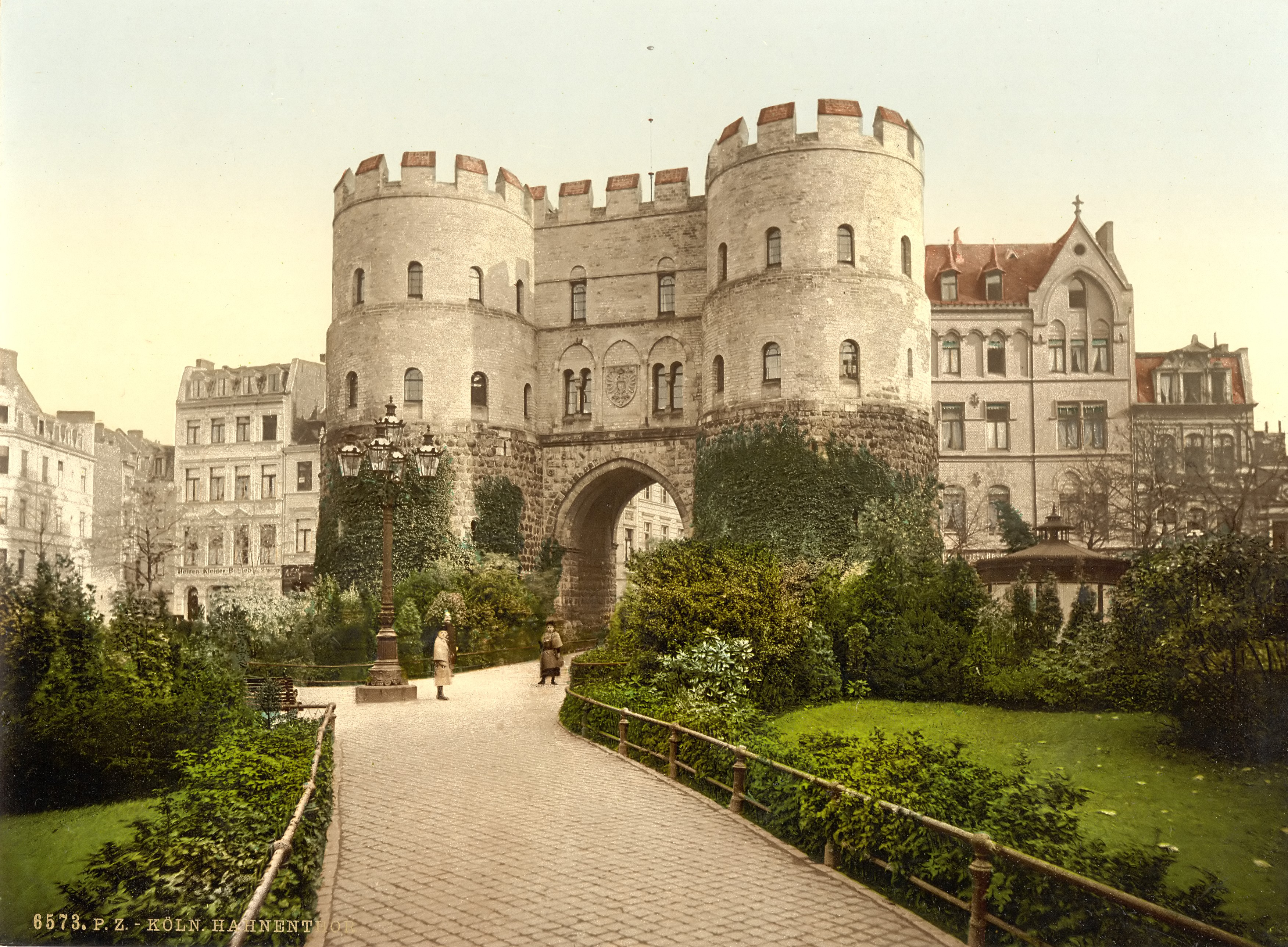
Ханенторбург в 1900 году

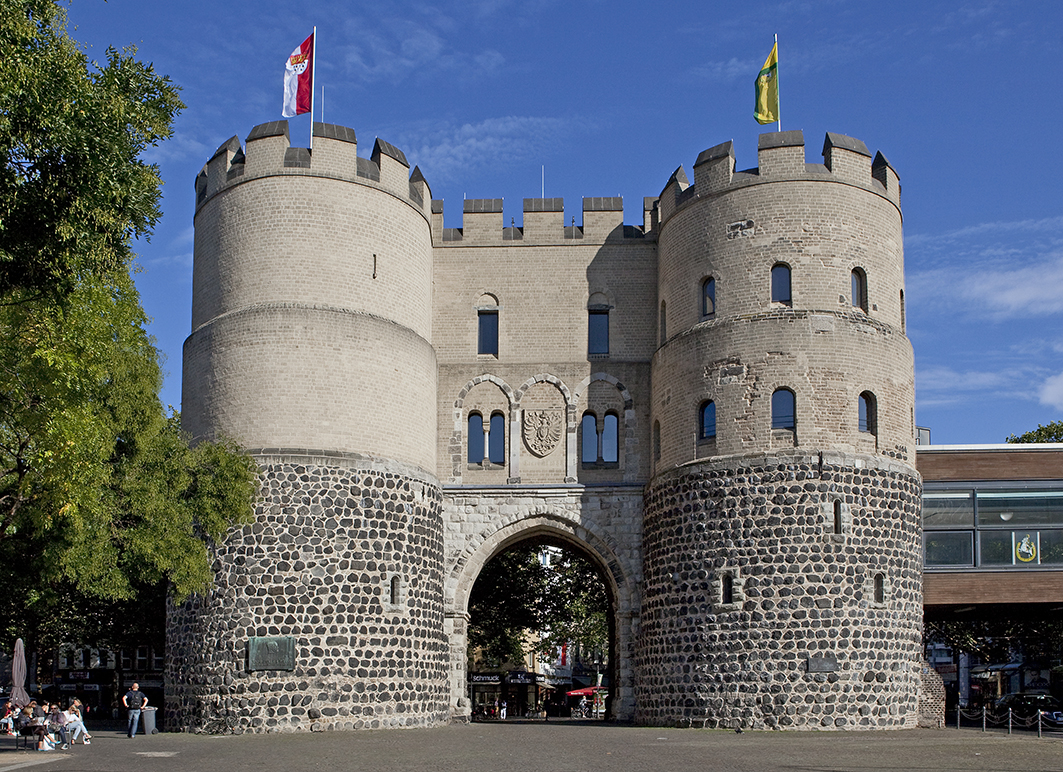
Современный вид с западной (внешней) стороны

Ханенторбург (нем. Hahnentorburg) — западные ворота кёльнской средневековой городской стены (de:Festungsring Köln) (федеральная земля Северный Рейн — Вестфалия). Эти ворота служили главными въездными воротами по пути в Юлих и Ахен. Через них в город торжественно въезжали императоры Священной Римской империи при следовании после коронации в Ахене на поклонение мощам трёх волхвов в Кёльнском соборе.
Ворота расположены на улице Hahnenstraße рядом с площадью Rudolfplatz в южной части старого города (de:Köln-Altstadt-Süd). Вместе с Айгельштайнскими воротами, воротами Святого Северина и Улрепфортом являются наиболее хорошо сохранившимися частями средневековой оборонительной стены Кёльна и позволяют в полной мере судить о её фортификационной мощи.
Ранее ошибочно считалось, что ворота были построены в 1264 году, но сейчас установлено, что ворота существовали уже в начале XIII века.
Точное происхождение названия ворот неизвестно. Существует версия, что название происходит от раннегерманского слова Hageno, что переводится как земледельцы, или же от слова Haho — роща. На карте 1808 года ворота обозначались как Porte du Coq, а при нумерации домов на улицах, проводимой в декабре 1812 года, ворота фигурируют в документах как Port des Coqs.
Длительное время эти ворота использовались в качестве тюрьмы. Так перед казнью здесь содержался первый потерпевший за дело Реформации на нижнем Рейне Адольф Кларенбах.
18 мая 1877 года возле этих ворот открылась первая станция кёльнской конки. В 1888—1890 годах ворота были отреставрированы архитектором Йозефом Штуббеном (de:Josef Stübben) и в них разместился исторический музей.
Во время массовых бомбардировок Кёльна британской авиацией ворота сильно пострадали. После восстановления служили выставочным залом ассоциации профессиональных художников (de:Berufsverband Bildender Künstler Berlin). С 1988 года в здании ворот размещается штаб почётного караула Кёльнского карнавала (de:Kölner Karneval).